# Eduard Buchner
Pour les articles homonymes, voir Buchner.
Eduard Buchner (20 mai 1860 à Munich - 13 août 1917 à Focșani, Roumanie) est un chimiste bavarois, lauréat du prix Nobel de chimie de 1907.

## Biographie
Né à Munich, il est le fils d'un médecin et professeur de médecine légale, son frère est le médecin Hans Buchner (de). En 1884, il commence ses études de chimie avec Adolf von Baeyer et de botanique avec le professeur Karl Wilhelm von Nägeli à l'institut de botanique de Munich. Après une période où il travailla avec Otto Fischer (de) à Erlangen, il reçoit son doctorat de l'université de Munich en 1888. En 1897, il résout une question débattue depuis longtemps en prouvant que les organismes vivants qui provoquent la fermentation alcoolique ne le font qu'indirectement : on peut obtenir la fermentation alcoolique en l'absence de cellules de levure, à l'aide d'une substance non vivante sécrétée par la levure. Il donne à cette substance (qui, selon une terminologie ultérieure, est un complexe enzymatique), le nom de zymase. En 1905, il obtient la médaille Liebig et en 1907 le prix Nobel de chimie « pour ses travaux en biochimie et sa découverte de la fermentation non cellulaire, ».
Durant la Première Guerre mondiale, Buchner sert comme major dans un hôpital de campagne à Focşani en Roumanie. Il est blessé le 11 août 1917 et meurt de cette blessure deux jours plus tard.

## Polémique avec Marie von Manasseïnn
Lorsque Marie von Manasseïnn découvre les travaux d'Eduard Buchner, elle s'insurge, et revendique l'antériorité de la découverte. Elle a en effet publié en 1872 un article retraçant ses travaux sur des extraits de levure dans le laboratoire de Julius von Wiesner à Vienne l'année précédente. Elle y conclut qu'il n'est pas nécessaire d'avoir de la levure vivante pour obtenir une fermentation alcoolique, ce qu'elle est la première à faire de façon formelle. Eduard Buchner rejette ces revendications. Pour lui, les conclusions de Marie von Manasseïnn relèvent d'un présupposé subjectif ; il conteste le caractère probant de ses expériences, aussi bien en raison de la haute température appliquée pour obtenir de l'extrait de levure, que du temps trop court de stérilisation de la solution sucrée utilisée, conduisant à un risque de contamination. Lors de son discours de réception du prix Nobel, il ne la cite que pour signaler qu'elle a réussi à résoudre un problème méthodologique en pilonnant des levures avec des matériaux pulvérulents afin d'obtenir une texture adaptée aux expériences.